# Sarkel
Sarkel ili Šarkil (na hazarskom doslovno "bijela kuća") velika je tvrđava koju su Hazari 830-ih podigli uz bizantsku pomoć na obali rijeke Don u današnjoj Rostovskoj oblasti Rusije.
Među povjesničarima vodi se rasprava oko toga zašto je tvrđava podignuta – na temelju navoda bizantskih i perzijskih povjesničara pretpostavlja se, da je razlog bila potreba da se sjeverozapadne granice hazarske države, odnosno trgovački putevi, štite od Mađara. U svakom slučaju, Hazari su za pomoć zamolili bizantskog cara Teofila, koji im je poslao svog doglavnika Petrona Kamatera; Hazari su u zamjenu Bizantu prepustili Hersones na Krimu. 
Tvrđavu je 965. godine zauzeo kijevski knez Svjatoslav I., preimenovao je u Bila Veža i u njoj naselio Slavene. Grad je opstao do 11. stoljeća kada su ga zauzeli Kipčaci. Tada je napušten, da bi 1930-ih postao predmetom arheoloških iskapanja. Ona su trajala sve do 1950-ih kada je nalazište potopljeno nakon izgradnje Cimljanskog jezera.

## Vanjske poveznice
- Sarkel on Khazaria.com